# Trương Thị Vĩnh
Trương Thị Vĩnh (chữ Hán: 張氏永; ? – ?), còn có húy là Nghĩa (義), phong hiệu Tam giai Kỷ tần (三階紀嬪), là một thứ phi của vua Thiệu Trị nhà Nguyễn trong lịch sử Việt Nam. Bà chính là Tổ mẫu của 3 vị vua Kiến Phúc, Hàm Nghi và Đồng Khánh, Tằng tổ mẫu của vua Khải Định và là Cao tổ mẫu của vua Bảo Đại.

## Tiểu sử
Lai lịch cùng năm sinh và năm mất của bà Trương Thị Vĩnh đều không được sử sách ghi chép lại, chỉ biết bà là người Quảng Trị. Năm Thiệu Trị thứ 5 (1845), bà sinh Kiên Thái vương Nguyễn Phúc Hồng Cai, hoàng tử thứ 26 của Thiệu Trị, là người con duy nhất của bà.
Theo Đại Nam liệt truyện, bà Vĩnh vốn chỉ là một cung nhân, là tần ngự không có sách phong chính thức. Không rõ bà được sách phong làm Tài nhân vào thời gian nào, có lẽ là vào thời vua Thành Thái.
Năm Đồng Khánh thứ 3 (1888), vua cho dựng đền Hân Vinh dự định để bà Vĩnh đến ở. Nhưng cuối năm đó, vua Đồng Khánh băng hà, triều thần cho đặt quan tài của vua ở đền Hân Vinh, sau khi an táng vua thì lấy đền đó làm nơi thờ của Kiên Thái vương Hồng Cai (là cha vua).

Tháng 12 (âm lịch), năm Khải Định thứ 2 (1917), vua xuống dụ truy tặng tằng tổ mẫu (bà cố) là Tài nhân Trương Thị Vĩnh làm Tam giai Kỷ tần (三階紀嬪), thụy là Trinh Tường (貞祥). Lời dụ như sau:
“Nhớ xưa Tiền triều cố Tài nhân Trương thị, đức hạnh đoan trang, dung nhan trinh trắng, được Hiến Tổ Chương Hoàng đế triều ta sủng ái, sinh ra Hoàng thúc phụ là Thuần Nghị Kiên Thái vương. Đó thực bởi ươm lành gộp sáng mà nên, cũng chính nhờ tích đức gom thiện mới thế. Trẫm nay tiếp nhận cơ đồ truyền lại, vì nghĩa đáng phải biểu dương, truyền tấn tặng cho làm Tam giai Kỷ tần, thụy Trinh Tường.”
Không rõ mộ phần của bà Kỷ tần được táng tại đâu.

## Hậu duệ làm vua
Năm 1883, vua Tự Đức băng hà. Vua không có con do mắc di chứng của bệnh đậu mùa, nên trước đó có nhận nuôi 3 người con, là con của hai hoàng đệ là Thụy Thái vương Hồng Y và Kiên Thái vương Hồng Cai, đó là Dục Đức (con ông Hồng Y), Đồng Khánh, Hàm Nghi và Kiến Phúc (con ông Hồng Cai). Như vậy, các vua Kiến Phúc, Hàm Nghi và Đồng Khánh là những người cháu nội của bà Vĩnh.
Hai đại thần Tôn Thất Thuyết và Nguyễn Văn Tường lộng quyền phế lập liên tiếp 2 vị vua là Dục Đức và Hiệp Hoà (con trai út của vua Thiệu Trị, cũng là em vua Tự Đức), sau đó đưa Kiến Phúc lên nối ngôi. Vua Kiến Phúc mất sớm, đáng lẽ ngôi vị phải trao lại cho người anh là hoàng tử Ưng Kỷ (tức vua Đồng Khánh sau này), nhưng sợ lập người lớn tuổi làm vua thì hai ông Thuyết và Tường sẽ bị mất quyền hành nên hai ông đã chọn một người con trai khác của Kiên Thái vương để đưa lên làm vua, tức vua Hàm Nghi (em của Đồng Khánh và Kiến Phúc). Sau khi Hàm Nghi bỏ chạy ra Quảng Trị, triều đình Huế mới đưa Đồng Khánh lên ngôi. Vua Khải Định là con của vua Đồng Khánh.
Mặc dù là tổ mẫu của cả ba vị hoàng đế, nhưng do chỉ là thứ thiếp của vua Thiệu Trị, cộng thêm việc bà Từ Dụ (chánh cung của vua Thiệu Trị) vẫn còn sống, lại là người có uy quyền bậc nhất, bà Vĩnh vẫn không được tôn phong bất kỳ danh vị gì ngoài chức Tài nhân nhỏ bé cho đến khi qua đời. Trên danh nghĩa, thái hậu Từ Dụ mới là Đích tổ mẫu của cả 3 vị vua trên. Mãi đến thời vua Khải Định, ông mới quyết định truy phong cho Tằng tổ mẫu Tài nhân Trương thị làm Kỷ tần ở hàng Tam giai.